# Rudy MRW
Rudy MRW, właściwie Jan Jakub Bosakirski (ur. 27 czerwca 1979 w Warszawie) – polski raper.

## Dyskografia
Albumy solowe
| Rok  | Album                                                                 |
| ---- | --------------------------------------------------------------------- |
| 2000 | MRW - Data: 2000 - Wydawca: nielegal                                  |
| 2003 | Persona non grata - Data: 2003 - Wydawca: nielegal                    |
| 2005 | Dobre życie - Data: 30 maja 2005 - Wydawca: Syndykat Dźwięku          |
| 2008 | Uniwersytet życia EP - Data: 25 października 2008 - Wydawca: nielegal |
| 2009 | Bezsenność - Data: 4 grudnia 2009 - Wydawca: JMM Records              |
| 2013 | Blask ulic oraz Młody M - Data: 29 marca 2013 - Wydawca: Step Records |

Występy gościnne
| Rok  | Utwór                                                             | Album                                           | Źródło |
| ---- | ----------------------------------------------------------------- | ----------------------------------------------- | ------ |
| 2004 | „Tylko śmierć jest pewna”" (gościnnie: Rudy MRW)                  | Cały czas – Żurom                               | [ 10 ] |
| 2007 | „Znasz zasady” (gościnnie: Rudy MRW)                              | Jedyneczka – Emazet & Procent                   | [ 11 ] |
| 2009 | „Moi ludzie” (gościnnie: Tomiko, Rudy MRW)                        | Pysk w pysk – Pyskaty                           | [ 12 ] |
| 2009 | „Ulice tętnią tym (Blend)” (gościnnie: Emazet, Rudy MRW, Młody M) | T.O.A.S.T. Mixtape – Proceente & DJ Abdool      | [ 13 ] |
| 2009 | „Gwoździe” (gościnnie: Rudy MRW, Proceente, W.E.N.A.)             | Dżonson – Łysonżi                               | [ 14 ] |
| 2009 | „La, la, la” (gościnnie: Rudy MRW)                                | Kronika Remix – Młody M                         | [ 15 ] |
| 2010 | „Siedem” (gościnnie: Fenomen, Pih, Rudy MRW, Stefci)              | Kilkaset słów, kilkaset sekund sławy – W Zmowie | [ 16 ] |
| 2011 | „Wybacz” (gościnnie: Insert, Rudy MRW)                            | Kronika II: Siła charakteru – Młody M           | [ 17 ] |

## Teledyski
| Rok  | Tytuł                                        | Reżyseria / Realizacja | Album         | Źródło |
| ---- | -------------------------------------------- | ---------------------- | ------------- | ------ |
| 2009 | „La, la, la” – Młody M (gościnnie: Rudy MRW) | 9mm Films              | Kronika Remix | [ 18 ] |
| 2009 | „Kto jak nie my” (gościnnie: Fabuła)         | Toczy Videos           | Bezsenność    | [ 19 ] |
| 2010 | „Beton spija łzy” (gościnnie: Pih)           | 9mm                    | Bezsenność    | [ 20 ] |